# Katarzyna Hall
Katarzyna Hall z domu Kończa, primo voto Knoch, secundo voto Tryba (ur. 15 marca 1957 w Gdańsku) – polska nauczycielka, działaczka oświatowa i społeczna, urzędnik samorządowy, od 2007 do 2011 minister edukacji narodowej, posłanka na Sejm VII kadencji.

## Życiorys
Ukończyła VIII Liceum Ogólnokształcące w Gdańsku oraz studia matematyczne na Uniwersytecie Gdańskim. Pracowała najpierw jako nauczycielka w Zespole Sportowych Szkół Ogólnokształcących (1980–1984), później jako pracownik naukowy w Instytucie Matematyki Uniwersytetu Gdańskiego (zajmowała się badaniami systemu oceniania i egzaminowania z matematyki). W 1989 zaangażowała się w tworzenie gdańskiej oświaty niepublicznej. Zorganizowała zespół pracowników naukowych Trójmiasta, który opracował koncepcję programową pierwszego prywatnego liceum w regionie, Gdańskiego Liceum Autonomicznego, którego została pierwszym dyrektorem. Była wśród założycieli Gdańskiej Fundacji Oświatowej. W 1995 utworzyła Sopocką Autonomiczną Szkołę Podstawową, została też pełnomocnikiem zarządu GFO. Należała do Partii Konserwatywnej, a następnie do Stronnictwa Konserwatywno-Ludowego. W latach 1999–2001 była członkiem Rady Konsultacyjnej ds. Reformy Edukacji Narodowej.
Publikowała w „Rzeczpospolitej”, była też redaktorką zespołu, który opracował pakiety programów nauczania dla szkoły podstawowej, gimnazjum i liceum znane pod nazwą Klocki autonomiczne. 13 lutego 2006 objęła stanowisko wiceprezydenta miasta Gdańsk ds. polityki społecznej.
16 listopada 2007 została powołana na funkcję ministra edukacji narodowej w pierwszym rządzie Donalda Tuska. W wyborach w 2011 została bezpartyjną kandydatką do Sejmu z ramienia Platformy Obywatelskiej i uzyskała mandat poselski liczbą 9898 głosów. 18 listopada 2011 zakończyła urzędowanie jako minister.
W lipcu 2015 poinformowała o zamiarze zakończenia kariery politycznej i skupieniu się na działalności doradczej oraz we współtworzonym przez siebie Stowarzyszeniu Dobrej Edukacji, nie ubiegała się o poselską reelekcję. Poparła Władysława Kosiniaka-Kamysza (prezesa PSL) w wyborach prezydenckich w 2020.

## Życie prywatne
Córka Franciszka i Danuty. Zamieszkała w Sopocie. Ma trzech synów z dwóch pierwszych małżeństw; drugi mąż, matematyk Jan Tryba, zmarł w 1992. W 1996 po raz trzeci wyszła za mąż za Aleksandra Halla.